# موتور مجید نارویی
موتور مجید نارویی روستایی در دهستان شورو بخش کورین شهرستان زاهدان استان سیستان و بلوچستان ایران است.

## جمعیت
بر پایه سرشماری عمومی نفوس و مسکن در سال ۱۳۹۵ جمعیت این روستا ۴۳ نفر (۱۰خانوار) بوده‌است.